# 池田長幸
池田 長幸（いけだ ながよし）は、江戸時代前期の大名。因幡鳥取藩2代藩主、備中松山藩初代藩主。長吉系池田家2代。官位は従五位下・備中守。

## 略歴
鳥取藩初代藩主・池田長吉（池田輝政の弟）の長男として誕生した。母は伊木忠次の娘。幼名は次兵衛。
幼少の頃より家臣、水野善右衛門の薫陶を受けた。慶長19年（1614年）、父の死去により跡を継ぐ。元和3年（1617年）2月、5,000石加増の6万5,000石の上で、鳥取から備中松山へ移封された。藩政では新田開発、元和5年（1619年）の福島正則改易時の三原城在番を務めた。
寛永9年（1632年）4月7日、46歳で死去し、跡を長男の長常が継いだ。なお、この相続に関して親族間で異論があり、長幸の弟である池田長頼が親族の脇坂安経を殺害する事件が発生している。
法号は承国院殿蔭凉崇樹大居士。墓所は岡山県高梁市上谷町の威徳寺と東京都港区高輪の東禅寺。

## 系譜
- 父：池田長吉（1570年 - 1614年）
- 母：伊木忠次の長女
- 正室：松子 - 於松、森忠政の娘
  - 長男：池田長常（1609年 - 1641年）
- 継室：宮子 - 四条殿、森忠政の娘
- 生母不明の子女
  - 次男：池田長教
  - 三男：池田長信（1622年 - 1656年）
  - 四男：池田長泰（1626年 - 1657年）
  - 五男：池田長重
  - 六男：高島長親
  - 女子：水野成言正室
  - 女子：鶴 - 大御前、森長継正室
  - 女子：堀直時正室
  - 女子：荒尾宣就室